# Sint-Pietersbandenkerk (Lommel)

## Architectuur

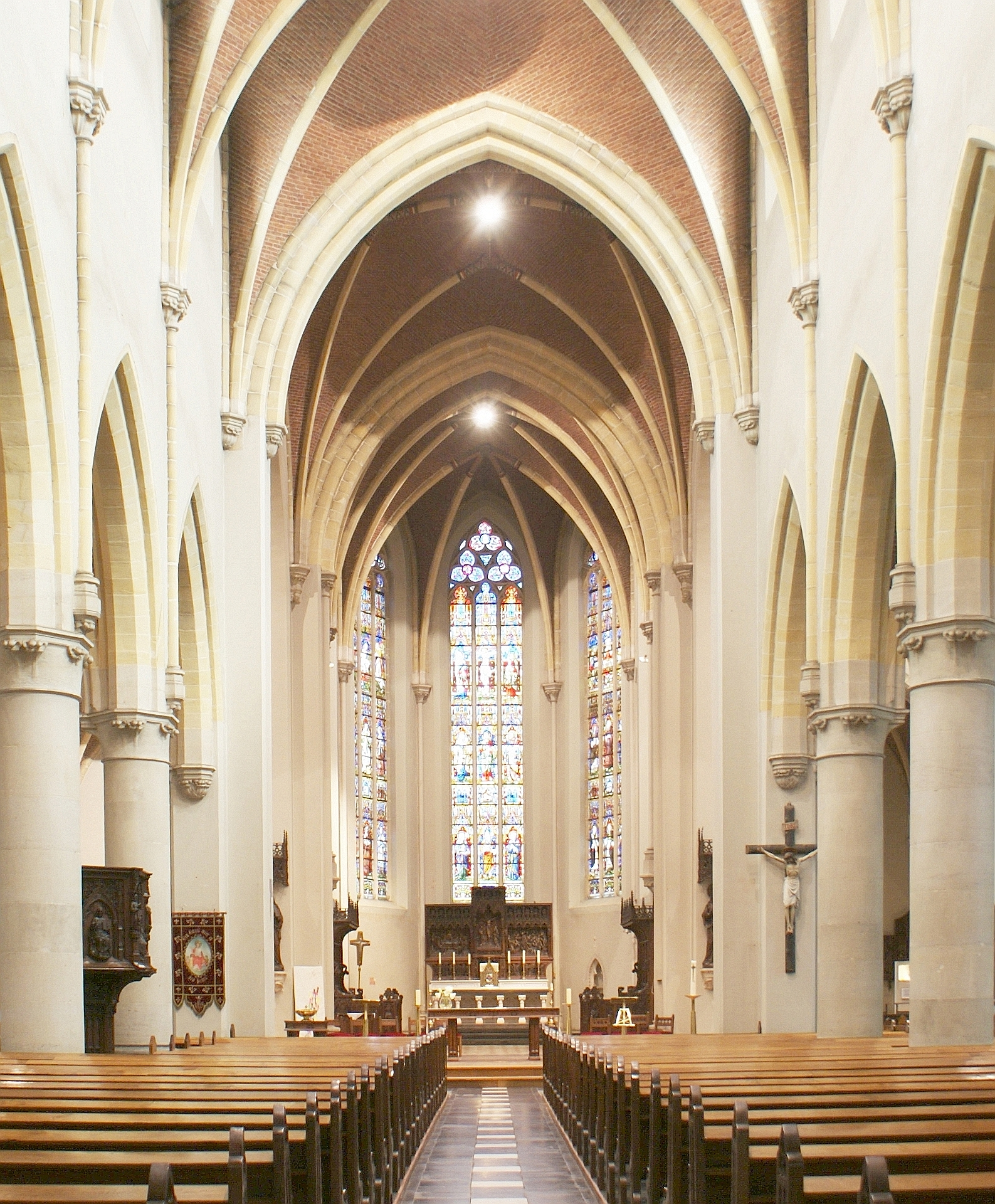
Schip en koor

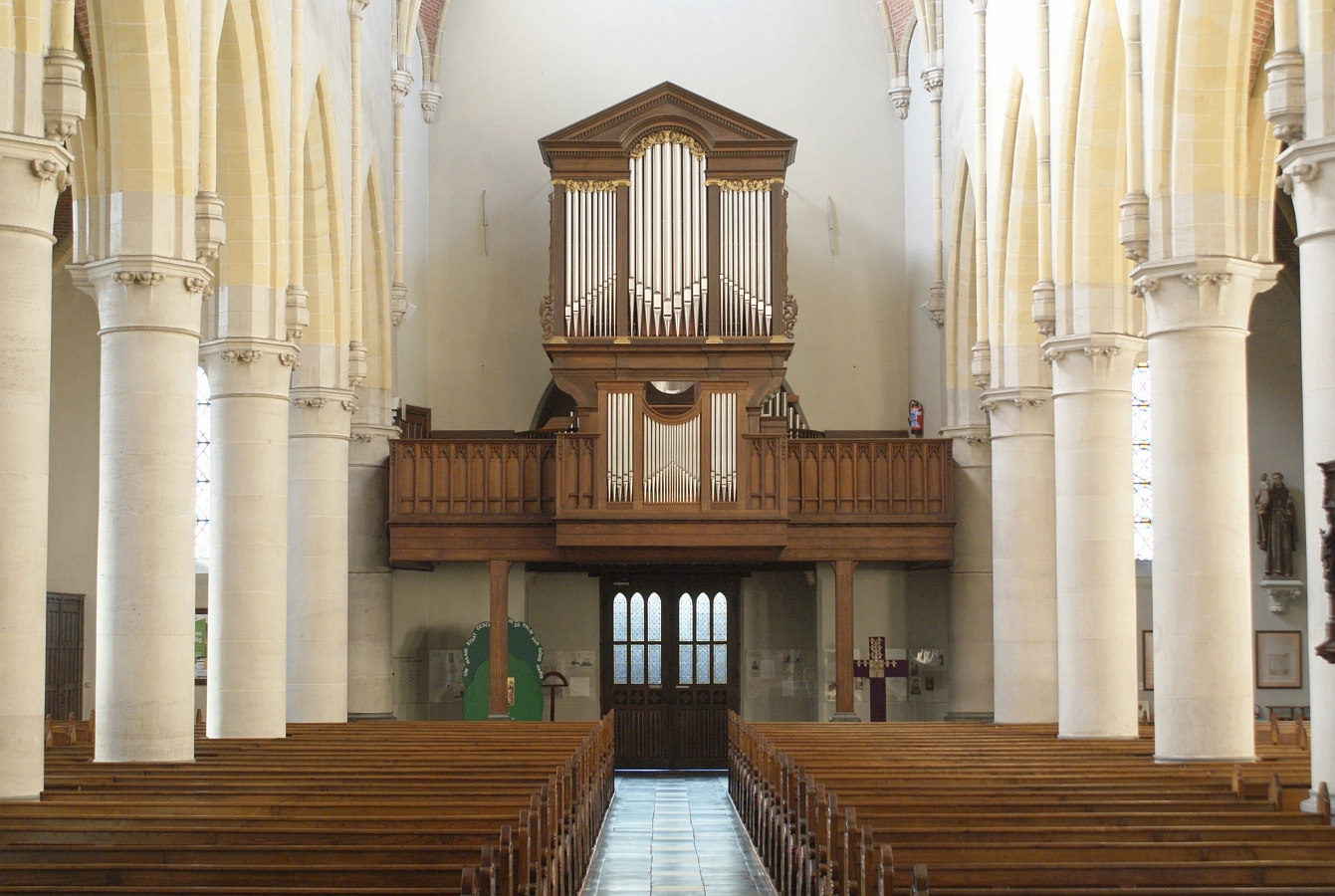
Orgel van Arnold Clerinx

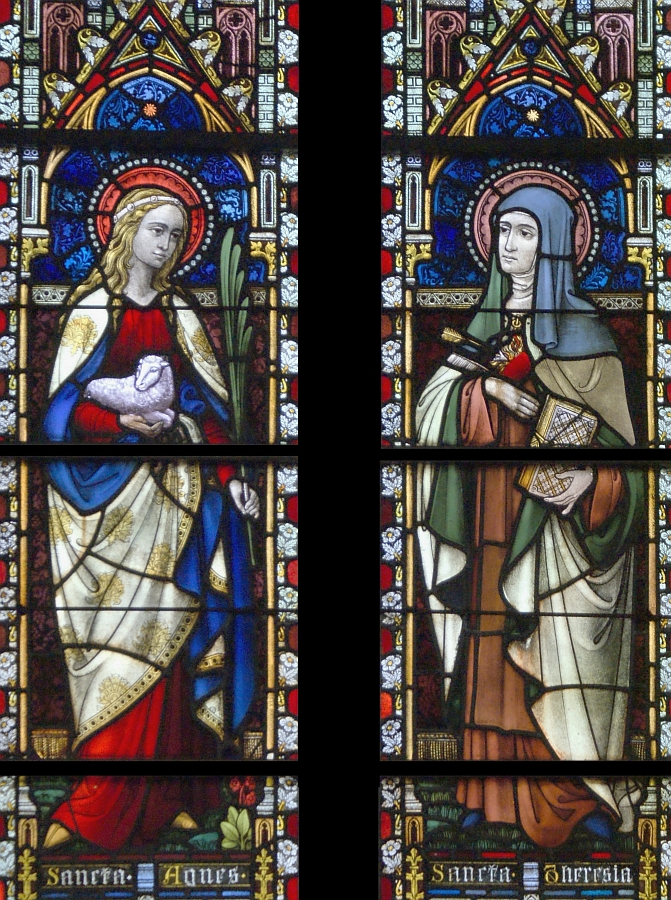
Glas-in-loodraam: de Heiligen Agnes en Theresia

De Sint-Pietersbandenkerk is een rooms-katholieke kerk in de stad Lommel, binnen de Belgische provincie Limburg.
De benaming brengt de bevrijding in gedachten, van de apostel Petrus, zoals beschreven in het Bijbelboek "Handelingen" en in basiliek San Pietro in Vinculi in Rome (5e eeuw). .
Het schip is in neogotische stijl opgetrokken. De toren die ouder is, werd gebouwd in Kempense gotiek.

## Geschiedenis
De huidige Sint-Pietersbandenkerk (behalve de toren) is gebouwd gedurende de periode van 1900 tot 1902. 
De bouwmeesters waren hoofdzakelijk Hyacinthus Martens (uit Stevoort) en Vincent Lenertz (Leuven).
Voor de bouw van de nieuwe kerk, werd de oude - met uitzondering van de toren - gesloopt.
Men onderscheidt thans drie bouwtijdstippen:
- ten eerste: de toren;
- ten tweede: de torenspits;
- ten derde: het schip en de kruisbeuk.

De toren is het oudst: hij dateert van omstreeks 1388. 
De spits werd gebouwd in 1807 en de toren zelf werd gerestaureerd van 1865 tot 1869.
De bouw ervan gedurende de middeleeuwen was voornamelijk mogelijk door de betrekkelijke welstand van de plaatselijke bevolking, wegens de inkomsten uit schapenteelt (wol enzovoort). 
Het gemetselde gedeelte van de toren is 36 meter hoog; de spits heeft een lengte van 16 meter. Daardoor heeft het bouwwerk een hoogte van in totaal 52 meter.
Aanvankelijk was de toren uitgerust met één klok: het zogenaamde ‘pimpskloksken’ (relatief klein) dat in 1393 gegoten werd. Nadien, in 1955, kwamen er twee klokken bij. 
Zij werden gegoten door Marcel Michiels Junior. 
Sedert het jaar 2000 is er ook een beiaard, die 63 klokken (5 octaven) omvat. Deze werden gegoten door de "Koninklijke Eijsbouts" uit Asten (Nederland). Ter gelegenheid van de inrichting van deze beiaard, werden de twee klokken uit 1955 door Eijsbouts bewerkt, hun geluid werd aangepast en ze werden in de beiaard geïntegreerd.
Op te merken valt dat de beiaarden van Antwerpen en Mechelen slechts 4 octaven hebben.
Aan de hoofdingang van de kerk trof men tot het tweede decennium van de 21e eeuw twee beelden van Sint-Petrus aan: één links en één rechts. Het linkse beeld stelde de Heilige Petrus voor, in de boeien geklonken. Deze boeien waren de zogenaamde "Sint-Pieters-banden". Het rechter beeld stelde eveneens Sint-Petrus voor, terwijl hij uit de "Sint-Pieters-banden" bevrijd was. Vermits beide beelden het slachtoffer werden van een vernieling, werden ze in maart 2017 vervangen door twee andere: links een voorstelling van Sint-Paulus met een zwaard en een boek, rechts Sint-Petrus met de sleutels van de hemelpoort.
De aansluiting tussen schip en toren gebeurt naadloos. De eerste steen van het nieuwe schip werd gelegd op 1 augustus 1900 (feestdag van Sint-Pieters-banden) door Aannemer Leurs uit Geel. De bouw van de nieuwe kerk was het levenswerk en -sluitstuk van pastoor J. Claykens (°1851-†1914). 
De plechtige inwijding van de kerk vond plaats op zaterdag 27 juni 1903 waarbij Monseigneur Martinus-Hubertus Rutten, bisschop van Luik, voorging. Het interieur werd afgewerkt in 1914. Pastoor Claykens heeft daarvan echter niet veel kunnen genieten, aangezien hij datzelfde jaar (1914) overleed.

## Interieur
De binneninrichting is overwegend neogotisch, volgens het ontwerp van architect Vincent Lenertz. Niettemin zijn er elementen aanwezig van de vorige kerk: zo onder meer een gotisch Mariabeeld uit de 16e eeuw, alsook twee grote schilderijen van de Heilige Dominicus, links en rechts in de kruisbeuk, geschilderd in 1837 door kunstschilder Lambert Mathieu. Tevens zijn er wandschilderingen van Huppen.
De Werkplaats Roemaet uit Leuven en beeldhouwer Watson uit Achel leverden hoofdzakelijk het meubilair volgens het ontwerp van Lenertz.
De glas-in-loodramen zijn het werk van de befaamde Gentse glazenier Gustave Ladon (°1863-†1942). Ladon was aanvankelijk leerling, en nadien meester-glazenier in de werkplaats van Bethune-Verhaegen (Gent). Naderhand, van 1891 tot aan zijn overlijden, was hij zelfstandig. 
De 32 glasramen werden gebouwd in de periode van 1906 tot 1912.
Het orgel werd in 1843 en 1844 gebouwd door Arnold Clerinx (°1816-†1898) die toen nog zeer jong was. 
Dit instrument is het oudste thans nog bestaande toestel van hem. Zijn twee voorgaande verwezenlijkingen (Liège en Kortessem) hebben de tijd niet overleefd. Het orgelmeubel heeft een streng gestructureerde neoclassicistische stijl. In 1903 werd het uiteengenomen en wederom gemonteerd in de nieuwe kerk. In 1962 en 1994 volgde een ingrijpende renovatie met zo veel mogelijk herstel in de oorspronkelijke staat.
In 2014 werd het interieur nogmaals gerenoveerd. Hierbij werden oorspronkelijke wandschilderingen die bij eerdere werken overschilderd waren terug in ere hersteld. 

## Afbeeldingen

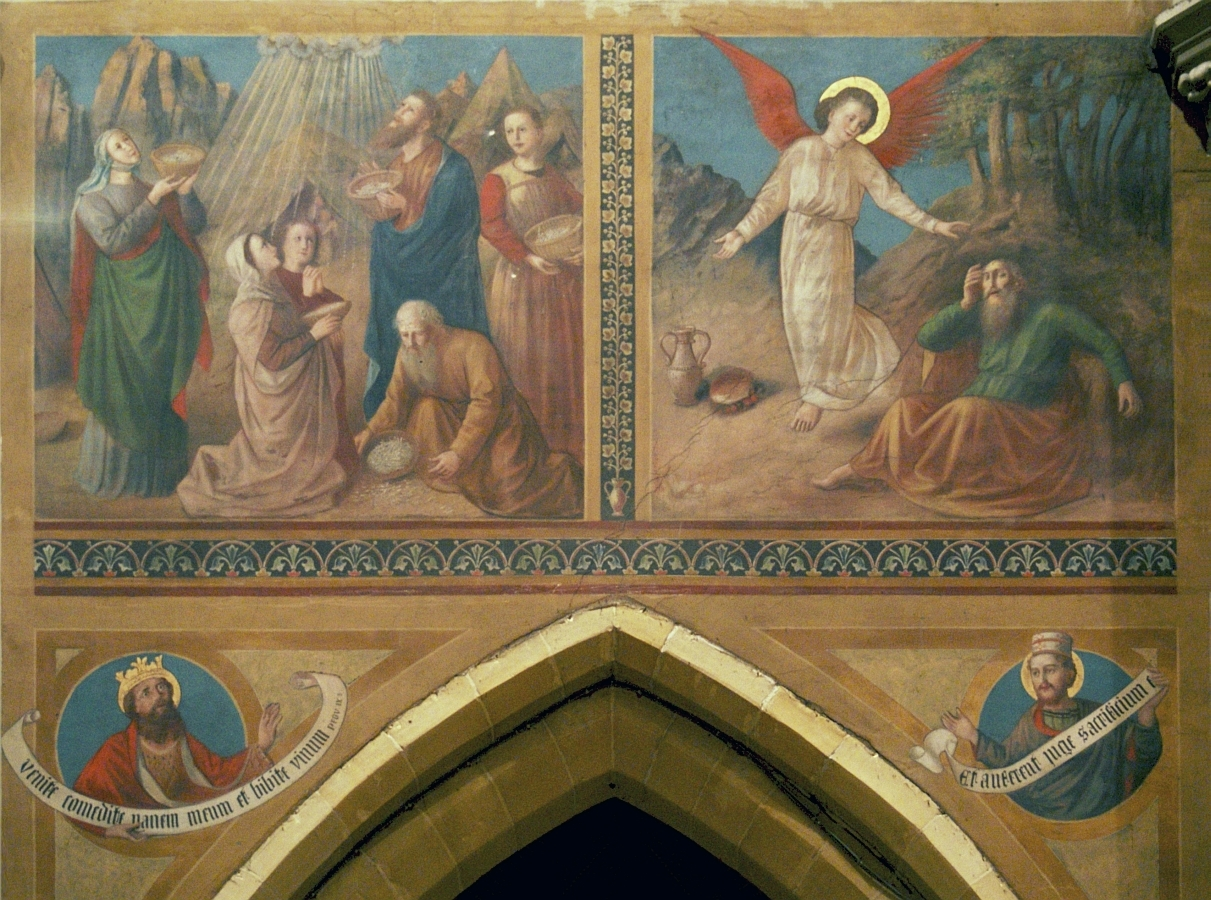
Muurschildering
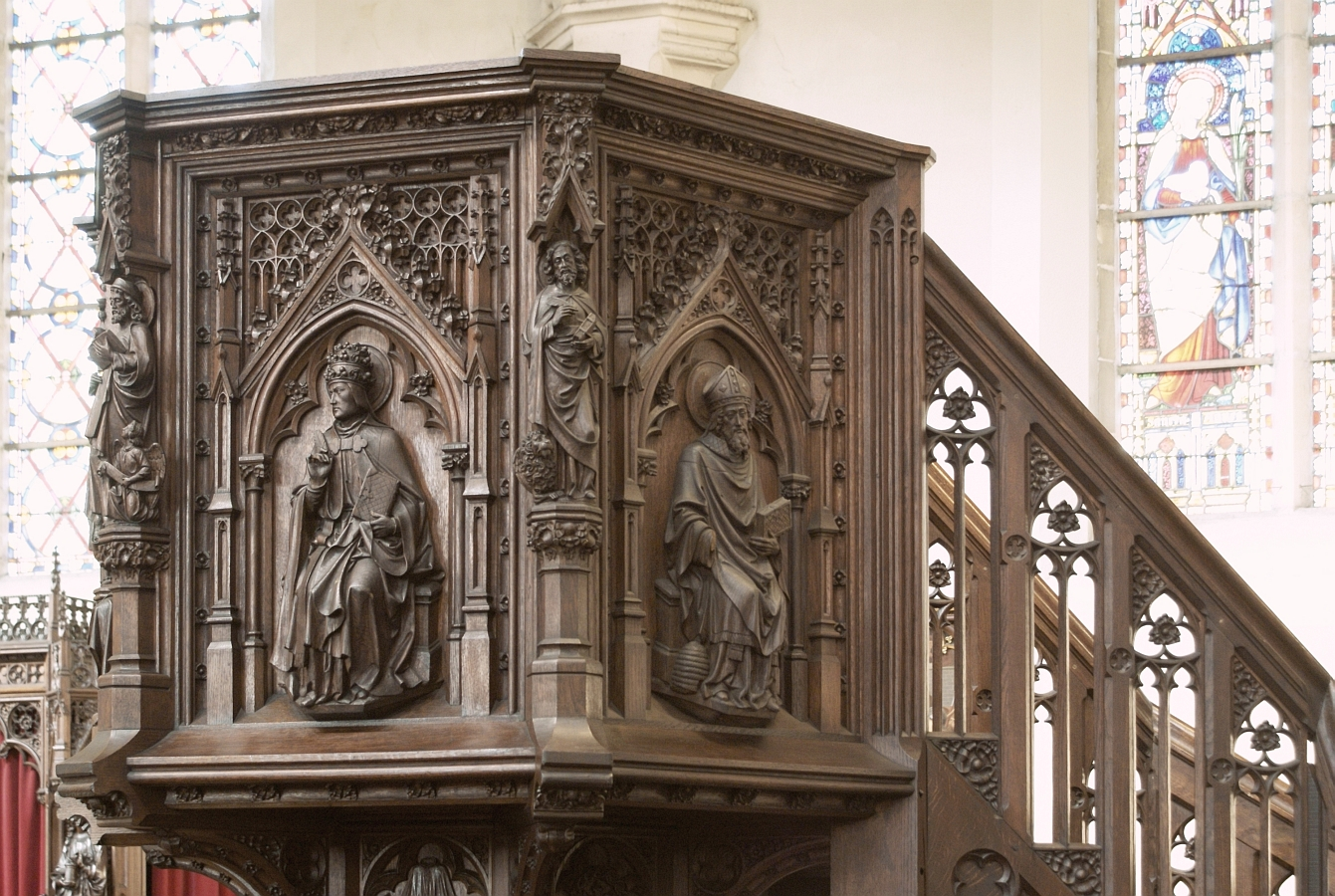
Preekstoel
Beelden nabij de ingang